# Glaskropp

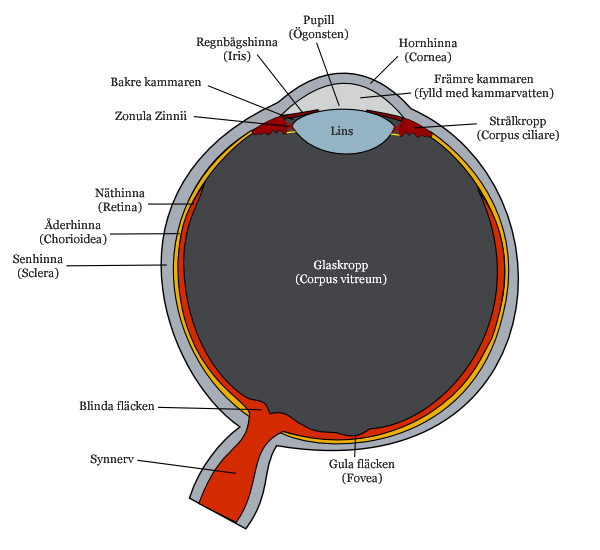
Schematisk bild av ögat där glaskroppen är det mörka området i mitten.

Glaskroppen, corpus vitreum, i ögat är en genomskinlig geléartad massa, som fyller utrymmet mellan linsen och näthinnan. Förutom att ge ögat form bidrar den också till ljusbrytningen. 
Glaskroppen består av cirka 98 procent vatten och 2 procent hyaluronsyra samt ett fint nät av kollagentrådar, som utgör <<1 procent. Små mängder salter, socker med mera är lösta i vattnet. På grund av hyaluronsyrans stora vattenbindande förmåga får glaskroppen sin geléartade konsistens. Alla komponenterna har samma brytningsindex, därför blir den perfekt glasklar. Brytningsindex är 1,336. Glaskroppen innehåller mycket få fagocyterande celler, som har till uppgift att avlägsna oönskat material. Hyaluronsyran bildas av celler, hyalocyter, i glaskroppens periferi. Blodkärl saknas.
Störande inslag i synfältet i form av rörliga prickar kallas för mouches volantes och består av material som svävar i glaskroppen och kastar en skugga på näthinnan.